# عظلم
العِظْلِم (الاسم العلمي: Anil) هو نوع من النباتات يتبع الفصيلة البقولية من رتبة الفوليات.